# Naval Air Warfare Center Warminster
Naval Air Warfare Center Warminster (również Naval Air Development Center) – nieczynna baza lotnicza Marynarki Wojennej Stanów Zjednoczonych położona  w Warminster oraz Ivyland w hrabstwie Bucks w stanie Pensylwania w Stanach Zjednoczonych, istniejąca od 1944 roku do lat 90. XX wieku. Obiekt należał wcześniej do Brewster Aeronautical Corporation i został przejęty przez amerykańską Marynarkę Wojenną po bankructwie firmy. 
Naval Air Warfare Center Warminster był ważnym ośrodkiem prac badawczo-rozwojowych w zakresie lotnictwa wojskowego i astronautyki. Baza, wyposażona w największą na świecie centryfugę pozwalającą osiągać przeciążenia do 42 g, uczestniczyła w realizacji Programu Merkury i Programu Apollo; szkolono w niej amerykańskich astronautów, m.in. Neila Armstronga i Buzza Aldrina. Na terenie bazy znajdowały się również podziemne obiekty, w których prowadzono prace badawcze nad systemami nawigacji bezwładnościowej stosowanymi w lotnictwie wojskowym i okrętach podwodnych.
W latach 90. XX wieku baza została zamknięta przez rząd federalny i większość działających w niej jednostek przeniesiono do Naval Air Station Patuxent River w stanie Maryland. Budynek, w którym znajduje się centryfuga używana do szkolenia astronautów (poprzednio tzw. „budynek 70”), przekształcono w Johnsville Centrifuge and Science Museum. Urządzenie, po raz ostatni uruchomione w 2005 roku, stanowi obecnie atrakcję turystyczną. Podziemne pomieszczenia na terenie bazy są wykorzystywane przez laboratoria naukowe University of Pennsylvania.
W okresie istnienia bazy na jej terenie znajdował się betonowo-asfaltowy pas startowy o długości 2438 m, mogący przyjmować wojskowe samoloty transportowe C-5 Galaxy.